# NGC 3670
NGC 3670 é uma galáxia espiral barrada (SB0-a) localizada na direcção da constelação de Leo. Possui uma declinação de +23° 56' 44" e uma ascensão recta de 11 horas, 24 minutos e 49,6 segundos.
A galáxia NGC 3670 foi descoberta em 10 de Abril de 1785 por William Herschel.